# Hipponoe gaudichaudi
Espèce
Synonymes
- Metamphinome multibranchiata Treadwell, 1940[1]

Hipponoe gaudichaudi est une espèce de vers polychètes de la famille des Amphinomidae.

## Systématique
L'espèce Hipponoe gaudichaudi a été décrite scientifiquement pour la première fois en 1830 par les zoologistes français Jean-Victor Audouin (1797-1841) et Henri Milne-Edwards (1800-1885) en tant qu'espèce type du genre Hipponoe.

## Répartition
Hipponoe gaudichaudi se rencontre dans les régions tropicales des océans Atlantique et Pacifique et ce jusqu'à une profondeur maximale de 55 m.

## Description
Le corps du ver se compose d'une tête, d'un corps cylindrique segmenté et d'une queue. La tête se compose d'un prostomium (partie pour l'ouverture de la bouche) et d'un péritomée (partie autour de la bouche) et porte des appendices appariés (palpes, antennes et cirri).

## Étymologie
Son épithète spécifique, gaudichaudi, lui a été donnée en l'honneur du botaniste Charles Gaudichaud-Beaupré (1789-1854) qui a collecté l'unique spécimen décrit par Audouin et Milne Edwards lors de son voyage autour du monde.

## Publication originale
- V. Audouin et Milne Edwards, « Description de l'Hipponoé, nouveau genre d'Annelides », Annales des Sciences Naturelles, vol. 20,‎ 2 avril 1830, p. 156-159 (ISSN 0150-9306 et 2419-6843, lire en ligne).